# Coupe d'été 1978
Navigation
Édition précédente Édition suivante
La Coupe d'été 1978 est une édition spéciale de la Coupe Intertoto disputée du 2 au 31 mai 1978 avant l'édition régulière de la Coupe Intertoto 1978. La saison 1977-1978 ayant été plus courte en raison de la Coupe du monde de football 1978, plusieurs équipes européennes acceptent de jouer à cette édition.

## Compétition
Les équipes sont réparties en douze groupes de quatre équipes. Ces équipes s'affrontent en matches aller-retour. Aucun vainqueur n'est désigné à l'issue de la compétition estivale. Une victoire vaut 2 points, un match nul 1 point, et une défaite ne rapporte aucun point.

### Groupe 1
L'OGC Nice déclare forfait avant le début de la compétition.
| Rang | Équipe          | Pts | J | G | N | P | Bp | Bc | Diff |  | Résultats (▼ dom., ► ext.) |     |     |     |  |
| ---- | --------------- | --- | - | - | - | - | -- | -- | ---- |  | -------------------------- | --- | --- | --- |  |
| 1    | Újpest Dózsa SC | 8   | 4 | 4 | 0 | 0 | 11 | 4  | +7   |  | Újpest Dózsa SC            |     | 2-0 | 6-3 |  |
| 2    | First Vienna FC | 3   | 4 | 1 | 1 | 2 | 4  | 6  | -2   |  | First Vienna FC            | 1-2 |     | 1-1 |  |
| 3    | Genoa CFC       | 1   | 4 | 0 | 1 | 3 | 5  | 10 | -5   |  | Genoa CFC                  | 0-1 | 1-2 |     |  |
| 4    | OGC Nice        | 0   | 0 | 0 | 0 | 0 | 0  | 0  | 0    |  | OGC Nice                   |     |     |     |  |

### Groupe 2
| Rang | Équipe           | Pts | J | G | N | P | Bp | Bc | Diff |  | Résultats (▼ dom., ► ext.) |     |     |     |     |
| ---- | ---------------- | --- | - | - | - | - | -- | -- | ---- |  | -------------------------- | --- | --- | --- | --- |
| 1    | MTK Budapest FC  | 10  | 6 | 4 | 2 | 0 | 18 | 7  | +11  |  | MTK Budapest FC            |     | 3-0 | 5-2 | 0-0 |
| 2    | AS Rome          | 7   | 6 | 3 | 1 | 2 | 10 | 7  | +3   |  | AS Rome                    | 3-3 |     | 3-0 | 2-0 |
| 3    | AS Saint-Étienne | 4   | 6 | 2 | 0 | 4 | 7  | 18 | -11  |  | AS Saint-Étienne           | 1-4 | 1-0 |     | 1-0 |
| 4    | Bayern Munich    | 3   | 6 | 1 | 1 | 4 | 7  | 10 | -3   |  | Bayern Munich              | 1-3 | 0-2 | 6-2 |     |

### Groupe 3
| Rang | Équipe          | Pts | J | G | N | P | Bp | Bc | Diff |  | Résultats (▼ dom., ► ext.) |     |     |     |     |
| ---- | --------------- | --- | - | - | - | - | -- | -- | ---- |  | -------------------------- | --- | --- | --- | --- |
| 1    | AC Pérouse      | 10  | 6 | 4 | 2 | 0 | 12 | 7  | +5   |  | AC Pérouse                 |     | 1-1 | 3-1 | 1-0 |
| 2    | KSV Waregem     | 6   | 6 | 2 | 2 | 2 | 8  | 8  | 0    |  | KSV Waregem                | 1-2 |     | 2-1 | 1-2 |
| 3    | TSV 1860 Munich | 5   | 6 | 1 | 3 | 2 | 10 | 11 | -1   |  | TSV 1860 Munich            | 2-2 | 1-1 |     | 4-2 |
| 4    | Nîmes Olympique | 3   | 6 | 1 | 1 | 4 | 8  | 12 | -4   |  | Nîmes Olympique            | 2-3 | 1-2 | 1-1 |     |

### Groupe 4
| Rang | Équipe           | Pts | J | G | N | P | Bp | Bc | Diff |  | Résultats (▼ dom., ► ext.) |     |     |     |     |
| ---- | ---------------- | --- | - | - | - | - | -- | -- | ---- |  | -------------------------- | --- | --- | --- | --- |
| 1    | Beerschot VAV    | 9   | 6 | 4 | 1 | 1 | 13 | 9  | +4   |  | Beerschot VAV              |     | 2-2 | 1-2 | 2-1 |
| 2    | SS Lazio         | 9   | 6 | 4 | 1 | 1 | 13 | 10 | +3   |  | SS Lazio                   | 2-3 |     | 3-2 | 2-1 |
| 3    | Sparta Rotterdam | 5   | 6 | 2 | 1 | 3 | 13 | 12 | +1   |  | Sparta Rotterdam           | 1-3 | 1-2 |     | 6-2 |
| 4    | FC Nantes        | 1   | 6 | 0 | 1 | 5 | 7  | 15 | -8   |  | FC Nantes                  | 1-2 | 1-2 | 1-1 |     |

### Groupe 5
| Rang | Équipe           | Pts | J | G | N | P | Bp | Bc | Diff |  | Résultats (▼ dom., ► ext.) |     |     |     |     |
| ---- | ---------------- | --- | - | - | - | - | -- | -- | ---- |  | -------------------------- | --- | --- | --- | --- |
| 1    | 1. FC Sarrebruck | 9   | 6 | 4 | 1 | 1 | 13 | 6  | +7   |  | 1. FC Sarrebruck           |     | 0-1 | 1-0 | 3-0 |
| 2    | FC Volendam      | 8   | 6 | 3 | 2 | 1 | 9  | 7  | +2   |  | FC Volendam                | 3-3 |     | 1-0 | 2-1 |
| 3    | Lierse SK        | 5   | 6 | 2 | 1 | 3 | 9  | 10 | -1   |  | Lierse SK                  | 2-4 | 2-2 |     | 3-1 |
| 4    | RC Strasbourg    | 2   | 6 | 1 | 0 | 5 | 4  | 12 | -8   |  | RC Strasbourg              | 0-2 | 1-0 | 1-2 |     |

### Groupe 6
| Rang | Équipe                | Pts | J | G | N | P | Bp | Bc | Diff |  | Résultats (▼ dom., ► ext.) |     |     |     |     |
| ---- | --------------------- | --- | - | - | - | - | -- | -- | ---- |  | -------------------------- | --- | --- | --- | --- |
| 1    | Royal Antwerp         | 8   | 6 | 4 | 0 | 2 | 11 | 7  | +4   |  | Royal Antwerp              |     | 1-2 | 1-0 | 2-0 |
| 2    | MSV Duisbourg         | 6   | 6 | 3 | 0 | 3 | 12 | 8  | +4   |  | MSV Duisbourg              | 1-2 |     | 1-0 | 6-0 |
| 3    | Girondins de Bordeaux | 6   | 6 | 3 | 0 | 3 | 8  | 8  | 0    |  | Girondins de Bordeaux      | 1-3 | 1-0 |     | 4-2 |
| 4    | NEC Nimègue           | 4   | 6 | 2 | 0 | 4 | 10 | 18 | -8   |  | NEC Nimègue                | 3-2 | 4-2 | 1-2 |     |

### Groupe 7
| Rang | Équipe          | Pts | J | G | N | P | Bp | Bc | Diff |  | Résultats (▼ dom., ► ext.) |     |     |     |     |
| ---- | --------------- | --- | - | - | - | - | -- | -- | ---- |  | -------------------------- | --- | --- | --- | --- |
| 1    | FC Utrecht      | 9   | 6 | 3 | 3 | 0 | 12 | 6  | +6   |  | FC Utrecht                 |     | 3-3 | 5-1 | 1-0 |
| 2    | Videoton SC     | 7   | 6 | 3 | 1 | 2 | 13 | 8  | +5   |  | Videoton SC                | 0-1 |     | 6-1 | 2-1 |
| 3    | AA La Louvière  | 7   | 6 | 3 | 1 | 2 | 11 | 13 | -2   |  | AA La Louvière             | 1-1 | 1-0 |     | 3-0 |
| 4    | Stade lavallois | 1   | 6 | 0 | 1 | 5 | 4  | 13 | -9   |  | Stade lavallois            | 1-1 | 1-2 | 1-4 |     |

### Groupe 8
Les deux matchs entre le Hellas Vérone et le Troyes AF ne sont pas joués en raison de grèves de transport.
| Rang | Équipe         | Pts | J | G | N | P | Bp | Bc | Diff |  | Résultats (▼ dom., ► ext.) |     |     |     |     |
| ---- | -------------- | --- | - | - | - | - | -- | -- | ---- |  | -------------------------- | --- | --- | --- | --- |
| 1    | RWD Molenbeek  | 10  | 6 | 4 | 2 | 0 | 13 | 3  | +10  |  | RWD Molenbeek              |     | 5-0 | 1-0 | 2-2 |
| 2    | Vitesse Arnhem | 6   | 6 | 3 | 0 | 3 | 9  | 14 | -5   |  | Vitesse Arnhem             | 0-2 |     | 2-1 | 5-3 |
| 3    | Hellas Vérone  | 3   | 4 | 1 | 1 | 2 | 4  | 4  | 0    |  | Hellas Vérone              | 1-1 | 2-0 |     |     |
| 4    | Troyes AF      | 1   | 4 | 0 | 1 | 3 | 6  | 11 | -5   |  | Troyes AF                  | 0-2 | 1-2 |     |     |

### Groupe 9
| Rang | Équipe                 | Pts | J | G | N | P | Bp | Bc | Diff |  | Résultats (▼ dom., ► ext.) |     |     |     |     |
| ---- | ---------------------- | --- | - | - | - | - | -- | -- | ---- |  | -------------------------- | --- | --- | --- | --- |
| 1    | Budapest Honvéd        | 9   | 6 | 4 | 1 | 1 | 11 | 6  | +5   |  | Budapest Honvéd            |     | 2-0 | 3-0 | 0-0 |
| 2    | Eintracht Brunswick    | 7   | 6 | 3 | 1 | 2 | 15 | 10 | +5   |  | Eintracht Brunswick        | 5-2 |     | 3-1 | 4-1 |
| 3    | Olympique de Marseille | 5   | 6 | 2 | 1 | 3 | 7  | 12 | -5   |  | Olympique de Marseille     | 1-3 | 2-1 |     | 2-1 |
| 4    | ADO La Haye            | 3   | 6 | 0 | 3 | 3 | 5  | 10 | -5   |  | ADO La Haye                | 0-1 | 2-2 | 1-1 |     |

### Groupe 10
| Rang | Équipe             | Pts | J | G | N | P | Bp | Bc | Diff |  | Résultats (▼ dom., ► ext.) |     |     |     |     |
| ---- | ------------------ | --- | - | - | - | - | -- | -- | ---- |  | -------------------------- | --- | --- | --- | --- |
| 1    | Ferencváros TC     | 8   | 6 | 3 | 2 | 1 | 15 | 8  | +7   |  | Ferencváros TC             |     | 4-0 | 2-1 | 3-0 |
| 2    | US Foggia          | 7   | 6 | 2 | 3 | 1 | 9  | 8  | +1   |  | US Foggia                  | 2-2 |     | 3-0 | 0-0 |
| 3    | VVV Venlo          | 5   | 6 | 2 | 1 | 3 | 8  | 11 | -3   |  | VVV Venlo                  | 4-3 | 2-2 |     | 1-0 |
| 4    | Olympique lyonnais | 4   | 6 | 1 | 2 | 3 | 2  | 7  | -5   |  | Olympique lyonnais         | 1-1 | 0-2 | 1-0 |     |

### Groupe 11
| Rang | Équipe       | Pts | J | G | N | P | Bp | Bc | Diff |  | Résultats (▼ dom., ► ext.) |     |     |     |     |
| ---- | ------------ | --- | - | - | - | - | -- | -- | ---- |  | -------------------------- | --- | --- | --- | --- |
| 1    | RC Lens      | 9   | 6 | 4 | 1 | 1 | 17 | 14 | +3   |  | RC Lens                    |     | 5-3 | 3-2 | 3-1 |
| 2    | Werder Brême | 6   | 6 | 2 | 2 | 2 | 10 | 9  | +1   |  | Werder Brême               | 1-2 |     | 1-1 | 2-0 |
| 3    | KV Courtrai  | 5   | 6 | 1 | 3 | 2 | 10 | 9  | +1   |  | KV Courtrai                | 5-2 | 1-1 |     | 1-2 |
| 4    | Roda JC      | 4   | 6 | 1 | 2 | 3 | 5  | 10 | -5   |  | Roda JC                    | 2-2 | 0-2 | 0-0 |     |

### Groupe 12
| Rang | Équipe           | Pts | J | G | N | P | Bp | Bc | Diff |  | Résultats (▼ dom., ► ext.) |     |     |     |     |
| ---- | ---------------- | --- | - | - | - | - | -- | -- | ---- |  | -------------------------- | --- | --- | --- | --- |
| 1    | VfL Bochum       | 10  | 6 | 5 | 0 | 1 | 15 | 5  | +10  |  | VfL Bochum                 |     | 2-1 | 3-1 | 5-0 |
| 2    | RFC Liège        | 5   | 6 | 2 | 1 | 3 | 8  | 9  | -1   |  | RFC Liège                  | 2-1 |     | 3-1 | 0-2 |
| 3    | Atalanta Bergame | 5   | 6 | 2 | 1 | 3 | 7  | 10 | -3   |  | Atalanta Bergame           | 1-2 | 2-2 |     | 1-0 |
| 4    | FC Metz          | 4   | 6 | 2 | 0 | 4 | 3  | 9  | -6   |  | FC Metz                    | 0-2 | 1-0 | 0-1 |     |